# Abádszalók
Abádszalók je město v okrese Kunhegyes v župě Jász-Nagykun-Szolnok v Maďarsku. Leží ve Velké dunajské kotlině na levém břehu přehrady na řece Tise. V roce 2017 zde žilo 4 129 obyvatel.